# Гоглічидзе Лео Зурабович
Лео Зурабович Гоглічидзе (рос. Лео Зурабович Гогличидзе, нар. 29 травня 1997, Ростов-на-Дону, Росія) — російський футболіст, фланговий захисник клубу «Урал».

## Ігрова кар'єра

### Клубна
Лео Гоглічидзе є вихованцем футбольної академії клубу «Краснодар». З 2013 року він почав виступати за молодіжну команду клубу. У 2014 році захисника було внесено в заявку першої команди. Але сам футболіст продовжив виступати за другий та третій склади «Краснодара» у нижчих дивізіонах. Для набору ігрової практики у 2018 році футболіст відправився в оренду у клуб Першої ліги «Нижній Новгород», де в сезоні 2018/19 посів разом з командою четверте місце та брав участь у перехідному плей - офф до Прем'єр-ліги. Ще один сезон Лео провів в оренді у складі «Чайки».
Після повернення з оренди Гоглічидзе все одно не потрапляв до основи і знову був змушений відправитися в оренду у вже знайому йому «Чайку». Пізніше знову був «Нижній Новгород». Сезон 2021/22 футболіст розпочав в оренді у клубі РПЛ «Урал». Саме в цьому клубі у липні 20221 року захисник дебютував у вищому дивізіоні чемпіонату Росії.
Влітку 2022 року футболіст підписав з «Уралом» довготривалий контракт на повноцінній основі.

### Збірна
Лео Гоглічидзе провів чотири поєдинки у складі молодіжної збірної Росії.